# Zygophyllum miniatum
Zygophyllum miniatum är en pockenholtsväxtart som beskrevs av Cham. & Schlecht.. Zygophyllum miniatum ingår i släktet Zygophyllum och familjen pockenholtsväxter. Utöver nominatformen finns också underarten Z. m. englerianum.